# Marco Fulvio Flaco (tribuno de la plebe 198 a. C.)
Marco Fulvio Flaco (en latín, Marcus Fulvius Flacus) fue un político romano de los siglos III y II a. C.

## Carrera pública
Flaco fue uno de los decenviros encargados en el año 201 a. C. de proporcionar tierras a los veteranos de la segunda guerra púnica. Más tarde, en el año 198 a. C., obtuvo el tribunado de la plebe y se puso a la elección consular de Tito Quincio Flaminino.